# 奇科舒尼 (亞利桑那州)
奇稿舒尼（英語：Chico Shunie）是位於美國亞利桑那州皮馬縣的一個非建制地區。該地的面積和人口皆未知。

## 地理
奇稿舒尼的座標為32°19′40″N 112°56′49″W / 32.32778°N 112.94694°W，而該地的平均海拔高度為534米（即1752英尺）。